# Barythelphusa jacquemontii
Barythelphusa jacquemontii е вид десетоного от семейство Gecarcinucidae. Видът не е застрашен от изчезване.

## Разпространение
Разпространен е в Индия (Джаркханд, Западна Бенгалия, Керала, Мадхя Прадеш, Махаращра, Тамил Наду и Утаракханд).

## Описание
Популацията на вида е стабилна.